# Tom Rothe
Tom Rothe (Rendsburg, 29 oktober 2004) is een Duits voetballer die bij voorkeur als linkervleugelverdediger speelt. In augustus 2024 maakte hij de overstap van Borussia Dortmund naar 1. FC Union Berlin. 

## Clubcarrière
Rothe begon op achtjarige leeftijd met voetballen bij Rendsburger TSV waarna hij in 2012 de overstap maakte naar Büdelsdorfer TSV. In 2016 verhuisde hij naar Hamburg en kwam hij bij SC Nienstedten terecht om twee jaar later zijn weg bij FC St. Pauli te vervolgen. 

### FC St. Pauli (jeugd)
Rothe kwam bij de club uit de wijk St. Pauli in de onder 15 terecht waar hij met zijn leeftijdsgenoten in zijn tweede seizoen op de derde plaats eindigde. In zijn derde en laatste seizoen in de jeugdafdeling schoof hij door naar de onder 17. In de openingswedstrijd van de competitie tegen Hamburger SV startte Rothe in de basis en was hij door trainer Benjamin Olde aanvoerder gemaakt. Het seizoen 2020/21 was van korte duur omdat in oktober de competitie werd stilgelegd als gevolg van de maatregelen tegen COVID-19. In maart 2021 verliet hij de Hamburgse club en was de jeugdacademie van Borussia Dortmund de volgende stap in zijn loopbaan.

### Borussia Dortmund (jeugd)
Borussia Dortmund haalde Rothe in 2021 weg bij FC St. Pauli waarna hij in de onder 19 terecht kwam. Op 7 augustus 2021 maakte hij in het regionaal bekertoernooi zijn debuut in de A-junioren tijdens de thuiswedstrijd tegen zijn leeftijdsgenoten van Preußen Münster. In de met 4-1 gewonnen wedstrijd startte hij in de basis. In de vierde competitieronde tijdens de thuiswedstrijd tegen MSV Duisburg maakte hij zijn eerste doelpunt in het shirt van Dortmund. In het met 1-1 gelijkgespeelde duel maakte hij in de tweede minuut de 1-0. Door als eerste te eindigen in de competitie kwalificeerde hij zich met Borussia voor de eindronde voor het kampioenschap. In de halve finale werd in twee wedstrijden afgerekend met Schalke 04. In de finale werd met 1-2 gewonnen van Hertha BSC. Rothe kwam alle drie de wedstrijden voor de volledige 90 minuten in actie. Hij speelde in het seizoen 2021/22 27 wedstrijden waarin hij direct betrokken was bij 14 doelpunten door middel van drie goals en elf assists. In de zomer van 2022 maakte hij de overstap naar de senioren. 

#### Youth League
In zijn eerste seizoen bij Borussia maakte Rothe op 15 september 2021 zijn debuut in de Youth League tijdens de poulewedstrijd tegen Beşiktaş. In de met 2-3 gewonnen uitwedstrijd begon hij als linkervleugelverdediger in de basis begon. Borussia kwam tot de kwartfinale waarin men werd uitgeschakeld door Atlético Madrid.

### Borussia Dortmund
In de voorbereiding op het seizoen 2021/22 werd Rothe als A-junior door hoofdcoach Marco Rose meegenomen op trainingskamp met het eerste elftal naar Bad Ragaz in Zwitserland. Op 16 april 2022 scoorde hij bij zijn debuut in de Bundesliga tegen VfL Wolfsburg. Vanwege blessures van Raphaël Guerreiro en Thorgan Hazard startte hij in het basiselftal en had hij met zijn doelpunt een aandeel in de 6-1 thuisoverwinning. Met zijn treffer werd hij met een leeftijd van 17 jaar en 169 dagen de jongste speler in de Bundesliga die bij zijn debuut een doelpunt wist te maken. In het seizoen 2022/23 kwam hij over vanuit de junioren en werd hij onderdeel van het tweede elftal. Daarnaast kwam hij een aantal wedstrijden bij het eerste elftal in actie waar hij op 6 september 2022 zijn Europese debuut maakte tijdens de met 3-0 gewonnen groepswedstrijd in de Champions League tegen FC Kopenhagen. In het Signal Iduna Park bracht trainer Edin Terzić hem in de 86e minuut in de ploeg. In juni 2023 verlengde Rothe zijn contract met Dortmund tot 2026. Om de nodige speelminuten te maken werd hij voor het seizoen 2023/24 verhuurd aan Holstein Kiel. Na de terugkomst uit Noord-Duitsland koos hij ervoor om Borussia Dortmund te verlaten en zijn carrière bij 1. FC Union Berlin voort te zetten.

#### Verhuur aan Holstein Kiel
In de zomer van 2023 tekende Rothe een eenjarig huurcontract bij de Noord-Duitse club. Door een goede voorbereiding wist hij zich in het eerste elftal te spelen. Op 30 juli maakte hij zijn debuut tijdens de met 0-1 gewonnen uitwedstrijd tegen Eintracht Braunschweig. Trainer Marcel Rapp liet hem in de openingswedstrijd van de competitie in het Eintracht-Stadion in de basis starten. Hij behield zijn basisplaats en maakte tijdens de vijfde competitieronde in de met 2-1 gewonnen thuiswedstrijd tegen SC Paderborn  zijn eerste doelpunt in het shirt van Kiel. In de 31e minuut scoorde hij na een assist van Finn Porath de 1-1 gelijkmaker. Mede door een belangrijke rol van Rothe ging Holstein Kiel met een record aantal punten op de eerste plaats de winterstop in. In het tweede seizoenshelft kwam hij tot minder speelminuten en kwam hij regelmatig als wisselspeler in de ploeg. In deze rol was hij in de 30e competitieronde belangrijk tijdens de met 0-1 gewonnen uitwedstrijd tegen titelconcurrent Hamburger SV. Hij kwam in het Volksparkstadion in de 24e minuut in de ploeg en maakte in de 59e minuut de enige treffer van de wedstrijd. Hij eindigde met Kiel op de tweede plaats waardoor de club voor het eerst in haar bestaan promoveerde naar de Bundesliga. Aan het einde van het seizoen keerde hij terug naar Borussia Dortmund.

### 1 FC Union Berlin
Vlak voor de start van het seizoen 2024/25 werd bekend dat Rothe de overstap maakte naar de club uit de Duitse hoofdstad waar hij een contract met onbekende looptijd had ondertekend. Op 30 augustus tijdens de 2e competitieronde maakte hij onder de Deense trainer Bo Svensson zijn basisdebuut tijdens de thuiswedstrijd tegen FC St. Pauli. Twee weken later op 21 september maakte hij zijn eerste doelpunt in Bundesliga. In de met 2-1 gewonnen thuiswedstrijd tegen TSG 1899 Hoffenheim zette hij zijn ploeg in het Stadion An der alten Försterei in de 4e minuut op een 1-0 voorsprong. Het gelukte hem om in de eerste competitiehelft een vaste basisplaats te veroveren.   

## Clubstatistieken
| Seizoen                         | Club               | Competitie      | Competitie | Competitie | Beker | Beker | Internationaal | Internationaal | Overig | Overig | Totaal | Totaal |
| Seizoen                         | Club               | Competitie      | Wed.       | Dlp.       | Wed.  | Dlp.  | Wed.           | Dlp.           | Wed.   | Dlp.   | Wed.   | Dlp.   |
| ------------------------------- | ------------------ | --------------- | ---------- | ---------- | ----- | ----- | -------------- | -------------- | ------ | ------ | ------ | ------ |
| 2020/21                         | Borussia Dortmund  | Bundesliga      | 2          | 0          | 0     | 0     | 0              | 0              | 0      | 0      | 2      | 0      |
| 2022/23                         | Borussia Dortmund  | Bundesliga      | 2          | 0          | 0     | 0     | 3              | 0              | 0      | 0      | 5      | 0      |
| 2023/24                         | → Holstein Kiel    | 2. Bundesliga   | 33         | 4          | 2     | 0     | 0              | 0              | 0      | 0      | 31     | 3      |
| 2024/25                         | 1. FC Union Berlin | Bundesliga      | 12         | 2          | 1     | 0     | 0              | 0              | 0      | 0      | 13     | 2      |
| Carrière totaal                 | Carrière totaal    | Carrière totaal | 49         | 6          | 3     | 0     | 3              | 0              | 0      | 0      | 53     | 6      |
| Bijgewerkt tot 26 december 2024 |                    |                 |            |            |       |       |                |                |        |        |        |        |

## Interlandloopbaan
Rothe kwam uit voor diverse Duitse nationale jeugdelftallen waarmee hij niet actief was op een eindronde. Rothe speelde tot op heden 17 jeugdinterlands en maakte daarin twee doelpunten. Hij speelde in deze wedstrijden samen met onder andere Colin Kleine-Bekel, Eric Martel, Maximilian Beier en Youssoufa Moukoko.  

### Duitse jeugdelftallen
Op 3 september 2020 maakte hij zijn debuut in Duitsland –17 tijdens de oefeninterland tegen zijn leeftijdsgenoten uit België. In het met 3-2 gewonnen duel scoorde hij in de 38e minuut zijn eerste doelpunt voor Duitsland. Met Duitsland –19 lukte het hem tot twee keer toe niet om zich zich te kwalificeren voor een Europees Kampioenschap. .  
| Interlands van Tom Rothe voor Duitse jeugdelftallen () | Interlands van Tom Rothe voor Duitse jeugdelftallen () | Interlands van Tom Rothe voor Duitse jeugdelftallen () | Interlands van Tom Rothe voor Duitse jeugdelftallen () | Interlands van Tom Rothe voor Duitse jeugdelftallen () | Interlands van Tom Rothe voor Duitse jeugdelftallen () |
| №                                                      | Datum                                                  | Wedstrijd                                              | Uitslag                                                | Soort Wedstrijd                                        | Doelpunten                                             |
| Als speler bij Duitsland –17                           | Als speler bij Duitsland –17                           | Als speler bij Duitsland –17                           | Als speler bij Duitsland –17                           | Als speler bij Duitsland –17                           | Als speler bij Duitsland –17                           |
| ------------------------------------------------------ | ------------------------------------------------------ | ------------------------------------------------------ | ------------------------------------------------------ | ------------------------------------------------------ | ------------------------------------------------------ |
| 1.                                                     | 3 september 2020                                       | Duitsland – België                                     | 3 – 2                                                  | Vriendschappelijk                                      | Goal                                                   |
| Als speler bij Duitsland –19                           |                                                        |                                                        |                                                        |                                                        |                                                        |
| 1.                                                     | 23 maart 2022                                          | Italië – Duitsland                                     | 2 – 2                                                  | EK-kwalificatie                                        |                                                        |
| 2.                                                     | 26 maart 2022                                          | België – Duitsland                                     | 2 – 2                                                  | EK-kwalificatie                                        |                                                        |
| 3.                                                     | 29 maart 2022                                          | Duitsland – Finland                                    | 0 – 1                                                  | EK-kwalificatie                                        |                                                        |
| 4.                                                     | 21 september 2022                                      | Duitsland – Armenië                                    | 5 – 0                                                  | EK-kwalificatie                                        |                                                        |
| 5.                                                     | 24 september 2022                                      | Duitsland – Wit-Rusland                                | 5 – 1                                                  | EK-kwalificatie                                        |                                                        |
| 6.                                                     | 27 september 2022                                      | Duitsland – Slowakije                                  | 5 – 1                                                  | EK-kwalificatie                                        |                                                        |
| 7.                                                     | 22 maart 2023                                          | Duitsland – Italië                                     | 2 – 3                                                  | EK-kwalificatie                                        |                                                        |
| 8.                                                     | 25 maart 2023                                          | Duitsland – België                                     | 1 – 1                                                  | EK-kwalificatie                                        |                                                        |
| 9.                                                     | 28 maart 2023                                          | Duitsland – Slovenië                                   | 3 – 0                                                  | EK-kwalificatie                                        |                                                        |
| Als speler bij Duitsland –20                           |                                                        |                                                        |                                                        |                                                        |                                                        |
| 1.                                                     | 13 oktober 2023                                        | Duitsland – Portugal                                   | 1 – 2                                                  | Vriendschappelijk                                      |                                                        |
| 2.                                                     | 16 oktober 2023                                        | Duitsland – Tsjechië                                   | 4 – 2                                                  | Vriendschappelijk                                      |                                                        |
| 3.                                                     | 17 oktober 2023                                        | Roemenië – Duitsland                                   | 0 – 1                                                  | Vriendschappelijk                                      |                                                        |
| 4.                                                     | 20 oktober 2023                                        | Duitsland – Engeland                                   | 2 – 3                                                  | Vriendschappelijk                                      |                                                        |
| 5.                                                     | 22 maart 2024                                          | Duitsland – Frankrijk                                  | 3 – 1                                                  | Vriendschappelijk                                      | Goal                                                   |
| 6.                                                     | 25 maart 2024                                          | Duitsland – Frankrijk                                  | 4 – 4                                                  | Vriendschappelijk                                      |                                                        |
| Als speler bij Duitsland –21                           |                                                        |                                                        |                                                        |                                                        |                                                        |
| 1.                                                     | 8 september 2023                                       | Duitsland – Oekraïne                                   | 2 – 0                                                  | Vriendschappelijk                                      |                                                        |
| 1.                                                     | 15 oktober 2024                                        | Polen – Duitsland                                      | 3 – 3                                                  | EK-kwalificatie 2025                                   |                                                        |
| Bijgewerkt tot 26 december 2024                        |                                                        |                                                        |                                                        |                                                        |                                                        |